# Parapotamios
Parapotamios (en griego, Παραποτάμιοι) es el nombre de una antigua ciudad griega de Fócide.
Atravesaba su territorio el río Cefiso, después de Elatea y antes de Panopeo. También estaba próxima a Hiámpolis. En su territorio había un paso estrecho que fue un importante lugar estratégico durante la Guerra Focidia. Teopompo la ubicaba a cuarenta estadios de Queronea, dice que limitaba con los territorios de Ambriso, Panopeo y Dáulide y que se hallaba en una colina situada entre el monte Parnaso y el Hadilio.
Pausanias destacó la gran fertilidad de su zona que era tal que incluso se decía que el nombre de Parapotamios era la designación para los que tenían sus cultivos junto al Cefiso y que a ellos se refería un verso de Homero en el catálogo de naves de la Ilíada que decía:

Y los que moraban junto al divino río Cefiso
Ilíada II,522.

Durante las guerras médicas fue uno de los lugares destruidos por las tropas persas de Jerjes I, en el año 480 a. C. En 395 a. C. su territorio fue saqueado por los beocios, que sin embargo no tuvieron éxito en su intento de asaltar la ciudad. Asimismo, fue una de las ciudades devastadas durante la Guerra Focidia por Filipo II de Macedonia.
Pausanias menciona que, durante los primeros juegos Píticos organizados por los anfictiones, en el pugilato infantil venció Ecmeas de Parapotamios. Añade que después de su destrucción no fue reconstruida y que en su tiempo no quedaban ya ruinas y nadie recordaba el lugar exacto donde estuvo.
Se localiza en una colina llamada Levendi, cerca del pueblo de Antojori, donde se conservan restos de muros y se ha hallado cerámica que pertenece principalmente a los periodos clásico y helenístico, aunque también se ha encontrado algo de material de la Edad del Bronce y de los periodos protogeométrico y geométrico.